# Capital Mail
Capital Mail, född 19 januari 2018, är en italiensk varmblodig travhäst som tränas av Fabrice Souloy och körs av Gabriele Gelormini.
Capital Mail började tävla i augusti 2020 och inledde med 7 raka segrar från debuten. Han har hittills sprungit in 706 880 euro på 38 starter, varav 14 segrar samt 7 andraplatser och 3 tredjeplats. Karriärens hittills största seger har kommit i Gran Premio Lotteria (2024).
Capital Mail har även segrat i Grand Premio Franco Antonio E Salvio Cervone (2021), Grand Prix du Departement des Alpes-Maritimes (2023) och Critérium de vitesse de Basse-Normandie (2023) och på andraplats i Gran Premio Mipaaft Allevamento Maschi (2020), Gran Premio Carlo Marangoni (2021), Derby italiano di trotto (2021), Gran Premio Tino Triossi (2022) och Gran Premio Costa Azzurra (2023) samt kommit på tredjeplats i Gran Premio Memorial Giuseppe Biasuzzi (2022), Gran Premio Lotteria (2023), Prix Jean Riaud (2023).

## Statistik
| Statistik för Capital Mail (Ref.) | Statistik för Capital Mail (Ref.) | Statistik för Capital Mail (Ref.) | Statistik för Capital Mail (Ref.) | Statistik för Capital Mail (Ref.) | Statistik för Capital Mail (Ref.) |
| --------------------------------- | --------------------------------- | --------------------------------- | --------------------------------- | --------------------------------- | --------------------------------- |
| Starter                           | Placeringar                       | Startprissumma                    | Segerprocent                      | Platsprocent                      | Rekord                            |
| 38                                | 14-7-3                            | 706 880 euro                      | 37 %                              | 63 %                              | 1.09,5ak,                         |

### Större segrar
| År   | Lopp                                          | Kusk               | Vinstbelopp | Grupp   |
| ---- | --------------------------------------------- | ------------------ | ----------- | ------- |
| 2021 | Grand Premio Franco Antonio E Salvio Cervone  | Mario Minopoli Jr. | 64 400 EUR  | Grupp 1 |
| 2023 | Critérium de vitesse de Basse-Normandie       | Gabriele Gelormini | 45 000 EUR  | Grupp 2 |
| 2023 | Grand Prix du Departement des Alpes-Maritimes | Gabriele Gelormini | 81 000 EUR  | Grupp 2 |
| 2024 | Gran Premio Lotteria                          | Antonio di Nardo   | 250 000 EUR | Grupp 1 |